# 솔롤라주

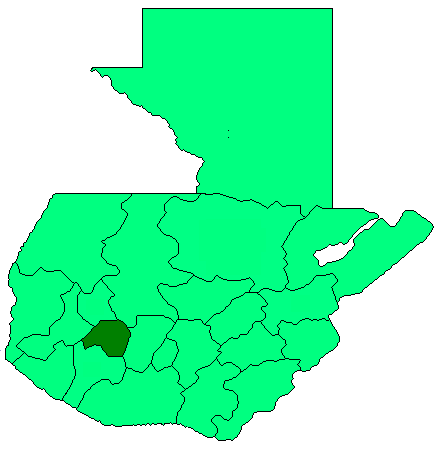
솔롤라 주의 위치

솔롤라주(스페인어: Departamento de Sololá)는 과테말라 남서부에 위치한 주로 주도는 솔롤라이며 면적은 1,061km2, 인구는 307,661명(2003년 기준)이다.
북쪽으로는 토토니카판 주와 키체 주, 남쪽으로는 수치테페케스 주, 동쪽으로는 치말테낭고 주, 서쪽으로는 케트살테낭고 주와 접한다. 20개 지방 자치체를 관할한다.